# Zabiba y el rey
Zabiba y el rey  (en árabe: زبيبة والملك Zabībah wal-Malik) es una novela rosa escrita por el dictador iraquí Sadam Huseín y originalmente publicada anónimamente en Irak en el año 2000.

## Argumento
La trama es una historia de amor acerca de un poderoso gobernante de la Irak medieval y una hermosa mujer llamada Zabiba . El esposo de Zabiba es un hombre cruel y sin amor que la viola. El libro está ambientado en el siglo VII u VIII en Tikrit, la ciudad natal de Husein. Aunque el libro es superficialmente una novela romántica, en realidad es (y estaba destinado a ser leído como) una alegoría. El héroe es Husein y Zabiba representa al pueblo iraquí; el vicioso esposo es Estados Unidos y su violación de Zabibah representa la invasión estadounidense de Irak al final de la guerra del Golfo, como lo ilustra el que la fecha de la violación sea el 17 de enero, la misma fecha en que las fuerzas lideradas por Estados Unidos comenzaron en 1991 la ofensiva que expulsó a Irak de Kuwait. En la novela, el rey muere después de capturar a los violadores y vengar el honor de Zabiba.

## Personajes
- Arab - El protagonista de la historia, la novela lo sigue mientras se convierte en rey de Irak. El personaje representa a Sadam Huseín.[1]
- Zabiba (زبيبة) - Una mujer pobre en un matrimonio infeliz, ella es el interés amoroso de Arab. Zabiba representa a la gente de Irak.[1]
- El esposo de Zabiba - Un hombre cruel. Este personaje sin nombre simboliza a los Estados Unidos.[1]
- Hezkel - un emir y un antagonista. Zabiba vive en una pequeña choza al lado del palacio de Hezkel. Hezkel representa a Israel.[1]
- Shamil - otro enemigo de los árabes, Shamil representa tanto a los judíos como a los mercaderes.[1]
- Nuri Chalabi - Un antagonista y un señor feudal. Su personaje representa a Ahmed Chalabi, líder del Congreso Nacional Iraquí, un movimiento de oposición iraquí financiado por Estados Unidos.[1]

## Distribución
El libro fue un best-seller en Irak cuando se publicó originalmente en una edición de 1500 dinares (alrededor de US$ 0,50). Se estima que se vendieron más de un millón de copias. Las regalías, según la contraportada, debían ir a «los pobres, los huérfanos, los miserables, los necesitados y [otras] obras de caridad». Los editores iraquíes se apropiaron de cuatro pinturas del artista canadiense Jonathon Earl BowserBowser]], para ilustrar la novela, poniendo su The Awakening en la portada. Bowser no autorizó el uso de su trabajo y ha intentado sin éxito obtener una compensación por infracción de derechos de autor.

## Autoría
La CIA de cree que fue escrito por escritores fantasmas con influencia directa de Sadam.

## Adaptaciones
Una serie de televisión de 20 partes y un musical basado en ella se produjeron más tarde.
Antes de su lanzamiento, se rumoreaba que la comedia de Sacha Baron Cohen El dictador había sido adaptada de la novela.